# People's Revolutionary Government
Il People's Revolutionary Government (abbreviato in PRG) fu il governo socialista proclamato dal New Jewel Movement di Maurice Bishop a Grenada il 13 marzo 1979 dopo aver rovesciato il governo autoritario del primo ministro Eric Gairy con una rivoluzione incruenta.
Il nuovo primo ministro Maurice Bishop intraprese un programma di riforme per ricostruire l'economia disastrata dal governo di Eric Gairy, ma a causa dei suoi principi socialisti e degli aiuti ricevuti da Cuba, il governo rivoluzionario si attirò l'opposizione delle nazioni occidentali.
Nel 1983 scoppiò un conflitto interno alle fazioni del partito, culminato con l'esecuzione di Bishop da parte di Bernard Coard, la fine del governo rivoluzionario e l'ascesa al potere del generale Hudson Austin, che instaurò un regime militare nel Paese.
In seguito all'invasione di Grenada del 25 ottobre 1983 da parte degli Stati Uniti d'America del presidente Ronald Reagan, il neocostituto regime militare di Austin cadde e venne successivamente instaurato un governo provvisorio.